# قطار اسپانیایی و داستان‌های دیگر
قطار اسپانیایی و داستان‌های دیگر (به انگلیسی: Spanish Train and Other Stories) دومین آلبوم استودیویی کریس دی برگ، خواننده و ترانه‌سرای ایرلندی/ بریتانیایی است که توسط کمپانی ضبط موسیقی ای اند ام رکوردز در سال ۱۹۷۵ منتشر شد. این آلبوم دارای ۱۰ ترانه است.

## فهرست ترانه‌ها
تمامی ترانه‌های این آلبوم توسط خود کریس دی برگ سروده شده‌است.
| شمارهٔ ترک | عنوان انگلیسی              | برگردان به فارسی             | زمان |
| --------- | -------------------------- | ---------------------------- | ---- |
| ۱         | Spanish Train              | قطار اسپانیایی               | ۵:۰۰ |
| ۲         | Lonely Sky                 | آسمان تنها                   | ۳:۵۲ |
| ۳         | This Song For You          | این ترانه تقدیم به تو        | ۴:۱۴ |
| ۴         | Patricia the Stripper      | پاتریشیای رقاصه              | ۳:۳۰ |
| ۵         | A Spaceman Came Travelling | آدم‌فضایی‌ای به گشت و گذار آمد | ۵:۱۰ |
| ۶         | I'm Going Home             | رهسپار خانه‌ام                | ۳:۳۴ |
| ۷         | The Painter                | نقاش                         | ۴:۲۰ |
| ۸         | Old Friend                 | دوست قدیمی                   | ۳:۴۰ |
| ۹         | The Tower                  | برج                          | ۵:۲۲ |
| ۱۰        | Just Another Poor Boy      | پسرک بینوایی دیگر            | ۴:۴۶ |

## پرسنل
- کریس دی برگ: گیتار آکوستیک، خواننده و همخوان، پیانوی ترانه‌های برج و این ترانه تقدیم به تو
- ری گلین: گیتار الکتریک
- تونی هایمس: کیبورد
- تونی ریوز: بیس، کنترباس در ترانهٔ فضانوردی از سفر بازآمد
- بری دسوزا: درام
- لناکس لاینگتون: پرکاشن
- فیلیپ گودهند-تیت: هارمونیوم
- کریس لورنس: کنترباس
- کن فریمن: String Synthesizer
- کریس مرسر: ساکسیفون در ترانهٔ نقاش
- میک ایوز: ساکسیفون در ترانهٔ نقاش

## رتبه در جدول موسیقی
| تاریخ          | رتبه | توضیح                 |
| -------------- | ---- | --------------------- |
| ۳۱ اوت ۱۹۸۵    | ۴۸   | ورود اولیه            |
| ۷ سپتامبر ۱۹۸۵ | ۳۷   | بالاترین و آخرین رتبه |

## بحث برسر ترانهٔ قطار اسپانیایی
موضوع «قطار اسپانیایی» که ترانهٔ همنام با نام آلبوم است، دربارهٔ قطاری است که روح انسان‌های مرده را به دنیای مردگان می‌برد. در این بین خدا و شیطان به بازی پوکر و قمار برسر ارواح مشغولند. ترانه با این بند به پایان می‌رسد که:

«جایی در دوردست‌ها، 

خدا و شیطان اینبار با یکدیگر شطرنج بازی می‌کنند،

و شیطان همچنان با تقلب ارواح بیشتری را به‌چنگ می‌آورد،

و خداوند اما، خوب او دارد نهایت تلاشش را می‌کند».

این ترانه در آفریقای جنوبی کفرآمیز قلمدادشده و انتشارش ممنوع شد. ای‌اندام رکوردز در مقابل دست به اقامهٔ دعوایی قانونی زد تا این ممنوعیت برداشته شود. بااین‌حال این شرکت در زمانی که پرونده در جریان بود، خود با حذف ترانهٔ قطار اسپانیایی اقدام به انتشار آلبومی با عنوان آسمان تنها و ترانه‌های دیگر (به انگلیسی: Lonely Sky and Other Stories) نمود. از آنجا که این آلبوم  با عنوان تغییریافته تیراژ بالایی نداشت و امروزه کم‌یاب است، در زمرهٔ اقلام کلکسیونی به‌شمار می‌آید.